# 神岡町 (岐阜県)
神岡町（かみおかちょう）は、かつて岐阜県吉城郡にあった町。神岡鉱山の町として栄えた。
1950年（昭和25年）6月10日、吉城郡船津町、阿曽布村、袖川村が合併して誕生した。2004年（平成16年）2月1日、吉城郡古川町、宮川村、河合村と合併して飛騨市が発足し、神岡町は廃止された。

## 地理
岐阜県の北東端に位置し、山岳に囲まれた河岸段丘に市街地がある。亜鉛を産出した神岡鉱山があり、この町は特に近世以降は鉱山の町として栄えた。
市街地を神通川の支流高原川と、そのさらに支流の吉田川・山田川が流れ、また町の北部には同じく高原川の支流である跡津川が流れている。
跡津川の支流の打保谷川上流に山之村地区があるが、川沿いに道はなく、市街地から10km以上離れている上どこから行くにも峠越えになり冬季になると往来可能な道が一つだけになるため、年々過疎化が進んでいる。

### 地形

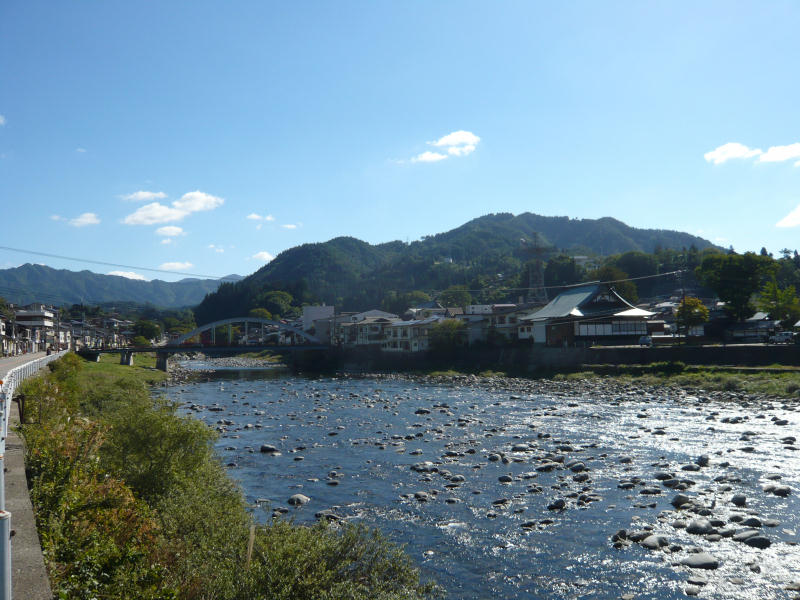
高原川
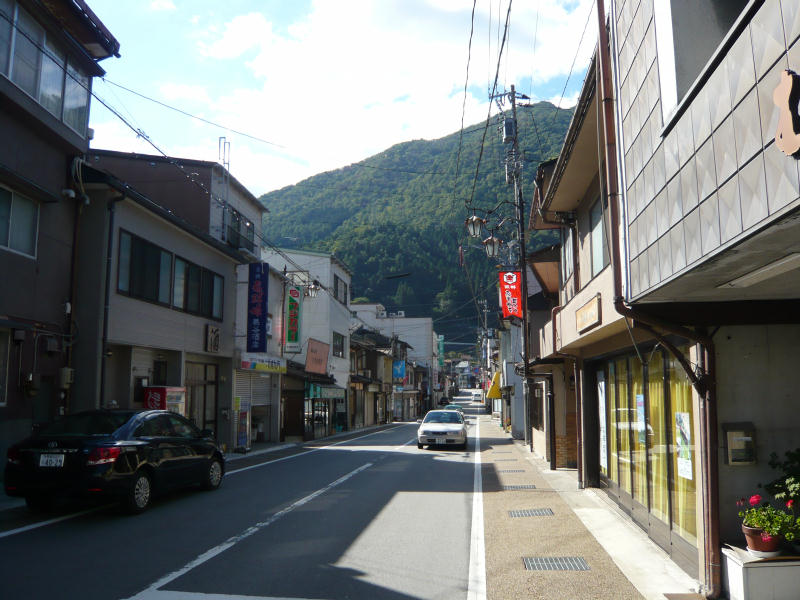
船津の商店街

山岳
- 黒部五郎岳
- 北ノ俣岳
- 流葉山
- 漆山岳
- 寺地山

河川
- 高原川 - 神通川の支流。
  - 吉田川
  - 山田川
  - 跡津川

- 高原川
- 船津の商店街

## 歴史

### 中世
室町時代に神岡を含む高原郷を支配したのは、幕府政所執事伊勢氏に近かった江馬氏であった。江馬氏は町内にあたる高原諏訪城を居城として高原郷内にいくつかの支城を設けていた。
戦国時代にはいると同じ飛騨国内の三木氏との対立を深め、最後には三木氏に従うこととなった。しかし天正13年（1585年）には豊臣秀吉の家臣である金森長近によって三木氏も降伏させられ、江馬氏も同時に滅びることとなった。金森氏がはじめて飛騨に入ったのは天正14年（1586年）のことであった。金森氏は飛騨国を治めるにあたって、茂住宗貞を登用するなどして資源の開発に力を注いだので、当地の鉱山もこの時期発展を見ることとなった。文禄年間・慶長年間には茂住銀山（のちの茂住坑）が最盛期を迎え、当時は1000戸以上の家々があったといわれるが、その後茂住銀山は衰退し、戸数も激減を見ることとなった。

### 近世
当町の鉱山が再び賑わいを見せるようになるのは江戸時代のことで、これは江戸幕府が財政難のため、地下資源の開発を命じたことによる。茂住銀山だけでなく和佐保銀山（のちの栃洞坑）も人口が増加し、再びこの地の鉱山が活気付いたのである。

### 近代

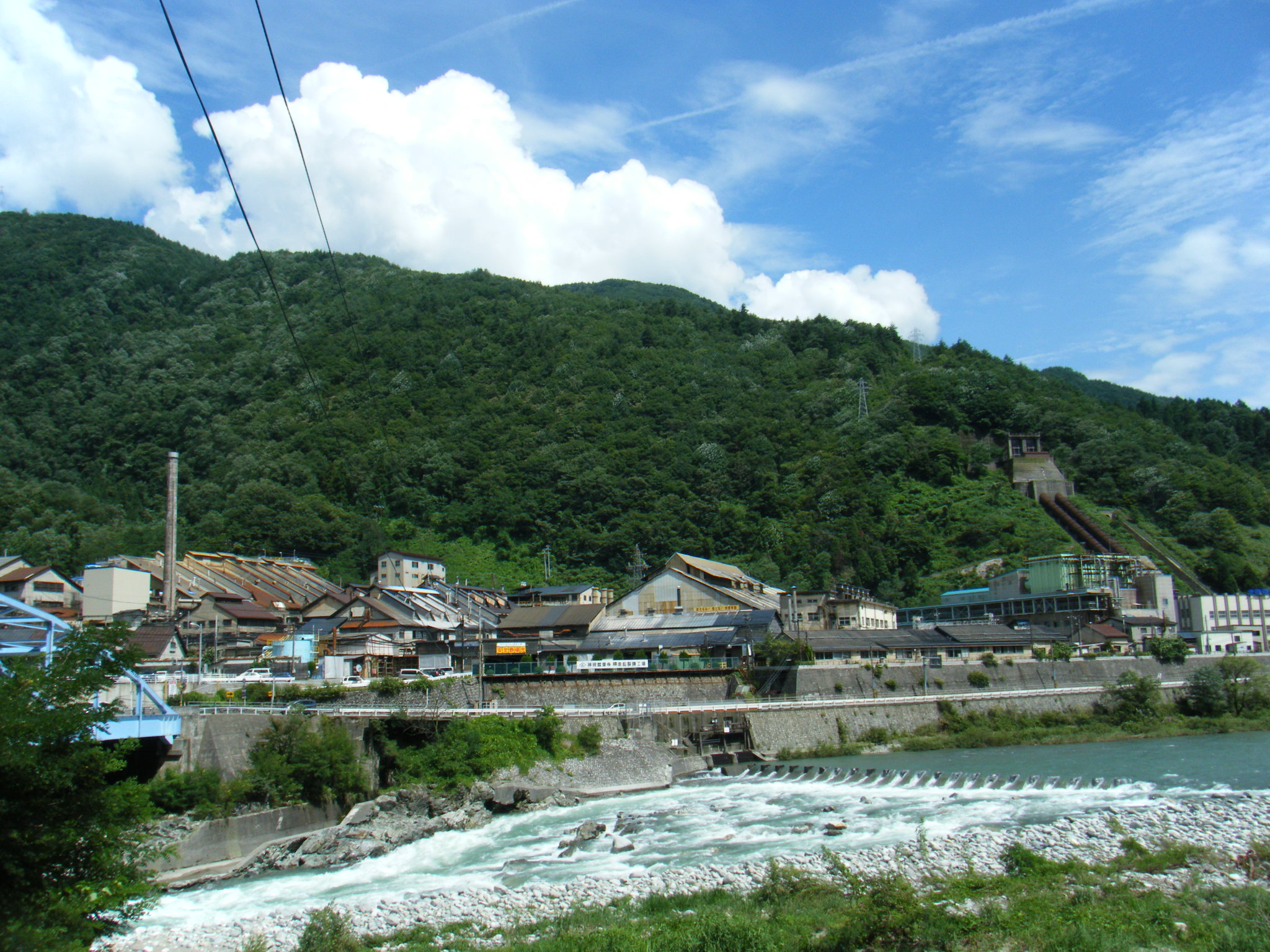
神岡鉱山の工場

明治初期、神岡の鉱山採掘は零細な山師がそれぞれ数坑を持ち行うといった形態だった。1874年（明治7年）には三井組が神岡鉱山蛇腹平坑を取得すると、次々に山師から坑を買収していき、ついに1886年（明治19年）には和佐保すべてを、ついで1889年（明治22年）には茂住のすべてを手に入れ、これをもって神岡鉱山全山が三井の所有となった。三井組は神岡鉱山に多くの資本を投入し、最先端の技術による大規模な採掘を行った。
1895年（明治27年）の船津大火では735戸が焼失し、船津町役場、船津郵便局、銀行、円城寺、大津神社なども焼失した。1920年（大正9年）には高原川の大洪水が起こり、47戸が流出して17人の死者を出した。1929年（昭和4年）の船津大火では594戸が焼失し、1932年（昭和7年）の川西大火では320戸が焼失している。

### 現代

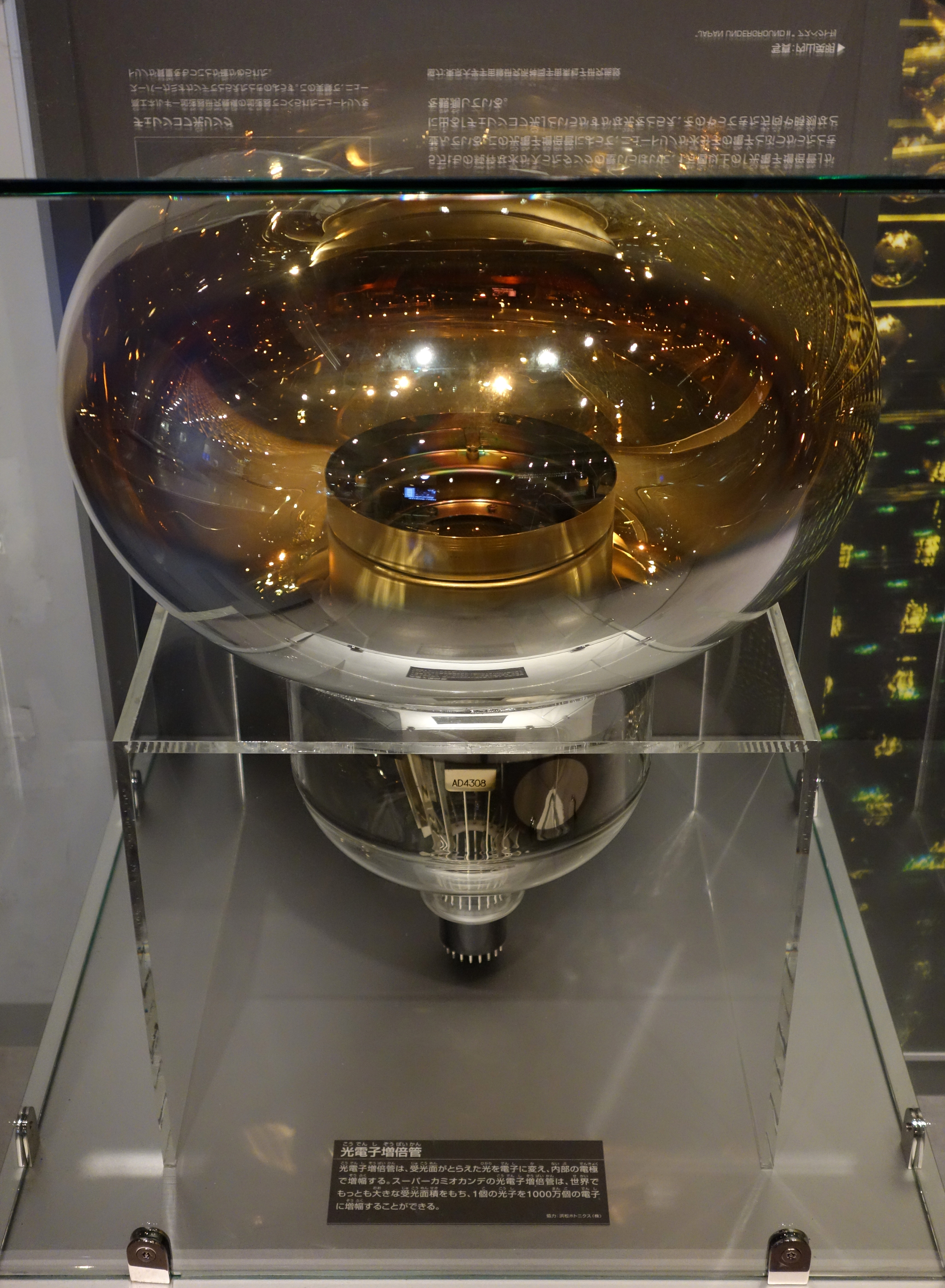
スーパーカミオカンデの光電子増倍管（模型）

神岡鉱山から流出したカドミウムは高原川を通じて神通川に流れ込み、大正時代には神通川下流の富山県で公害が表面化した。戦後の1968年（昭和43年）にはイタイイタイ病が国の公害病に認定され、三井金属鉱業と被害者の間で長期間にわたる訴訟が行われた。
1970年（昭和45年）には神岡城の模擬天守が建設され、神岡城などからなる高原郷土館が開館した。1973年（昭和48年）には江馬氏の館伝承地の発掘調査が開始され、1980年（昭和55年）には江馬氏城館跡が国の史跡に指定された。
1983年（昭和58年）、鉱山跡地の一つを利用して、ニュートリノ観測所カミオカンデがつくられた。1996年（平成8年）にはスーパーカミオカンデが稼動し、カミオカンデの跡地にはカムランドがつくられた。2001年（平成13年）には神岡鉱山が採掘を停止した。

### 行政区画の変遷
- 1868年（慶応4年） - 明治維新によって飛騨地方は高山県に含まれる。
- 1871年（明治4年） - 高山県が廃されて飛騨地方が筑摩県の一部となる。
- 1876年（明治9年） - 筑摩県が廃されて飛騨地方が岐阜県の一部となる。
- 1884年（明治17年） - 神岡に戸長役場設置[2]。
- 1950年（昭和25年）6月10日 - 吉城郡船津町、阿曽布村、袖川村が合併して神岡町が発足[1]。
- 2004年（平成16年）2月1日 - 古川町、宮川村、河合村と合併して飛騨市が発足。同日神岡町廃止。

## 教育

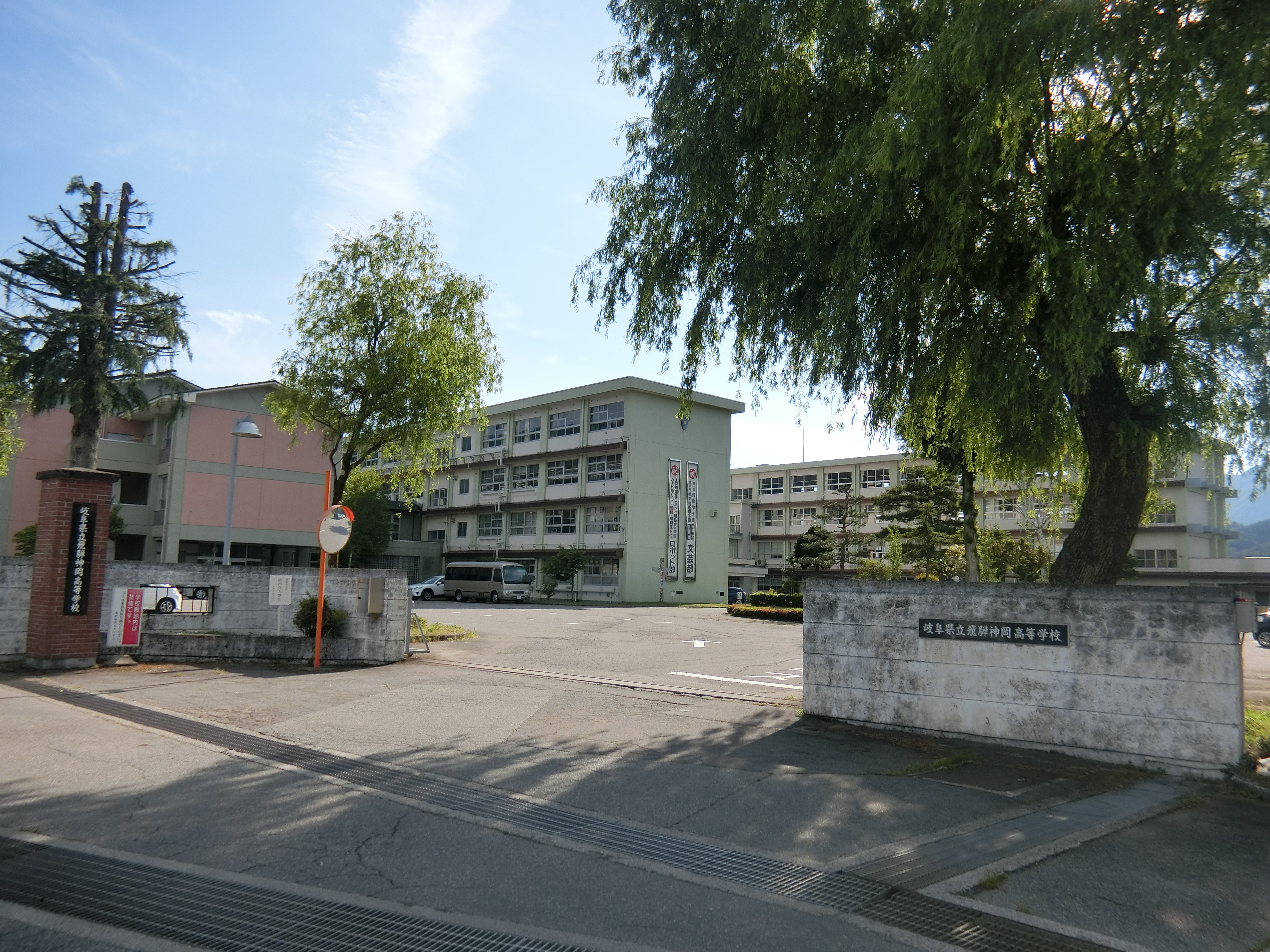
岐阜県立飛騨神岡高等学校

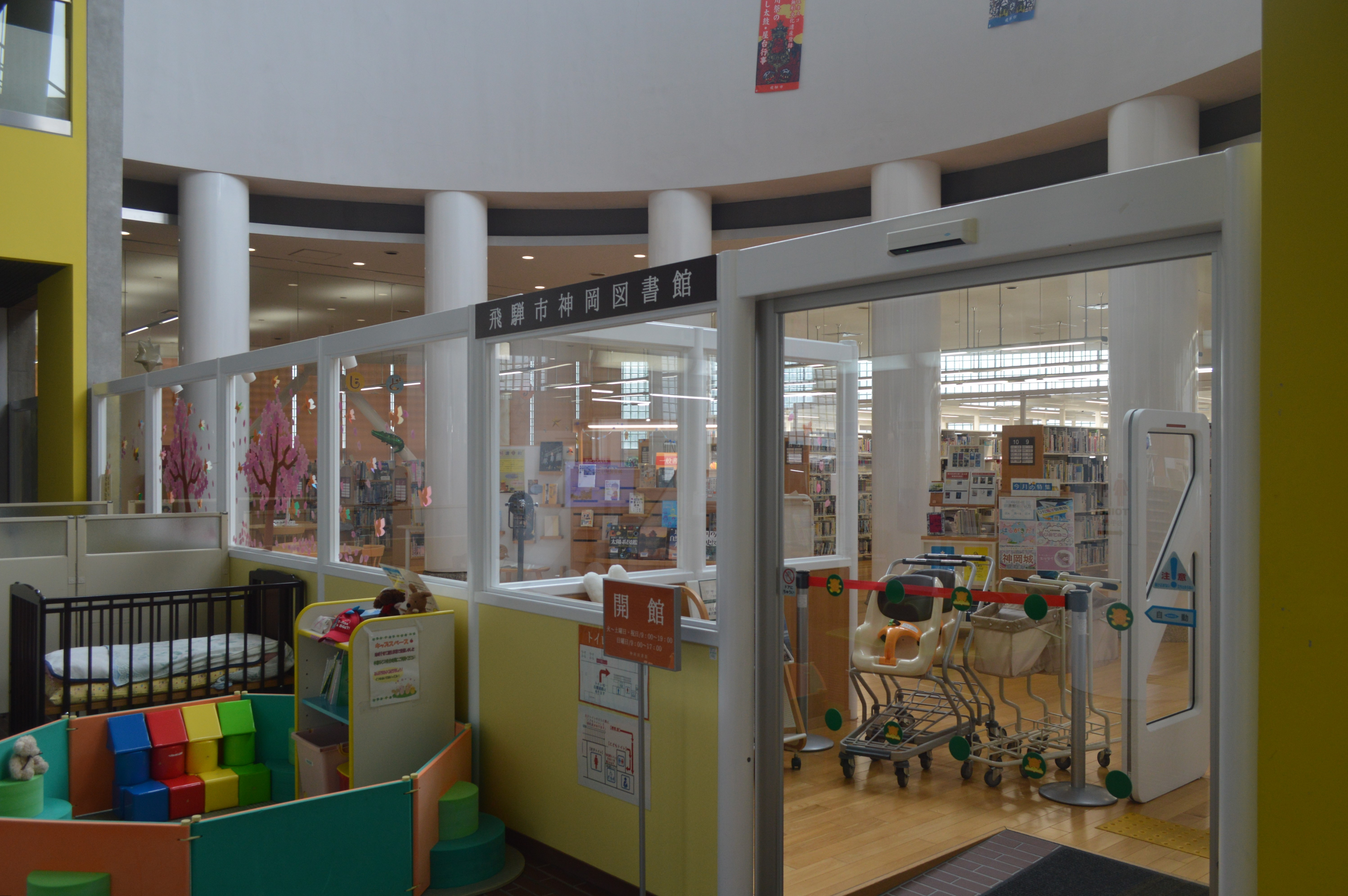
飛騨市神岡図書館

### 高等学校
- 岐阜県立飛騨神岡高等学校 - 1997年4月1日、岐阜県立船津高等学校と神岡町立神岡工業高等学校の統合によって誕生。

### 中学校
- 神岡町立神岡中学校

### 小学校
- 神岡町立神岡西小学校
- 神岡町立神岡東小学校
- 神岡町立山田小学校
- 神岡町立山之村小中学校

### 図書館
- 神岡町立図書館

### 2004年以前に廃校となった学校
- 神岡町立茂住中学校（1968年廃校）
- 神岡町立漆山中学校（1975年廃校）
- 神岡町立大津山中学校（1975年廃校）
- 神岡町立栃洞中学校（1977年廃校）
- 神岡町立山田中学校（1978年廃校）
- 神岡町立森茂小中学校（1982年廃校）
- 神岡町立下之本小中学校（1982年廃校）
- 神岡町立寺林小学校（1963年廃校）
- 神岡町立麻生野小学校（1966年神岡西小へ統合）
- 神岡町立漆山小学校佐古分校（1970年）
- 神岡町立吉田小学校（1971年廃校）
- 神岡町立漆山小学校（1975年廃校）
  - 神岡町立漆山小学校跡津川分校（1965年廃校）
- 神岡町立大津山小学校（1975年廃校）
- 神岡町立栃洞小学校（1983年廃校）
- 神岡町立茂住小学校（1984年廃校）
  - 神岡町立茂住小学校谷分校（1963年廃校）

## 交通

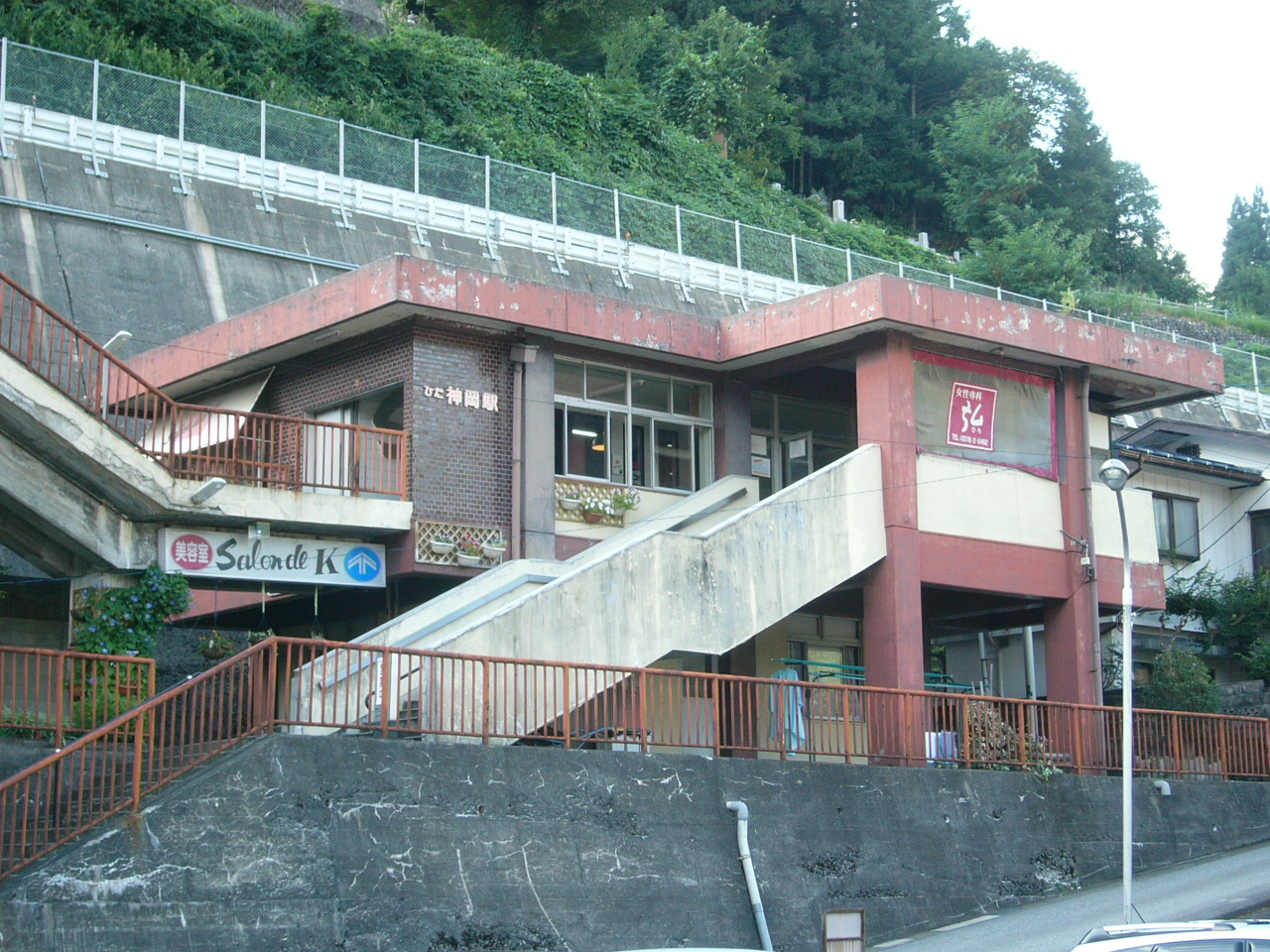
飛騨神岡駅

### 鉄道

#### 神岡鉄道神岡線
富山県婦負郡細入村（現・富山市）の猪谷駅から、高原川をさかのぼる形で神岡町の中心部まで、19.9キロメートルの神岡鉄道神岡線がのびていた。列車は一日におよそ10往復運行されていて、うち3往復は神岡の市街地にあたる奥飛騨温泉口駅から神岡鉱山前駅までのみの運転となっていた。神岡鉄道神岡線は2006年（平成18年）12月1日に廃線となった。飛騨神岡駅は旧船津町の、奥飛騨温泉口駅は旧阿曽布村の中心に近かった。
神岡鉄道
（富山県細入村） - 飛騨中山駅 - 茂住駅 - 漆山駅 - 神岡鉱山前駅 - 飛騨神岡駅 - 神岡大橋駅 - 奥飛騨温泉口駅

#### その他の鉄道
また、神岡軌道（1967年廃止）や双六・金木戸森林鉄道（1963年廃止）も町内を走っていた。

### 道路
神岡町の西部には、高原川と神岡鉄道に沿って国道41号が通っていた。その他には国道471号も通っている。冬季には通行止めとなる道路がある。
一般国道
- 国道41号
- 国道471号

主要地方道
- 岐阜県道75号神岡河合線

一般県道
- 岐阜県道477号長倉神岡線
- 岐阜県道484号打保神岡停車場線

林道
- 高山大山林道

## 娯楽
- 船津劇場[3] - 1916年9月に大正座として開館。1948年に船津劇場に改称[4][5]。1970年代初頭閉館。
- 中央劇場[3] - 1950年8月開館[4]。1978年4月閉館。跡地は飛騨信用組合神岡支店[5]。
- 銀嶺会館[3] - 1951年竣工[4]。1973年頃閉館。
- 神岡会館 - 1951年9月開館。1973年頃閉館。

## 名所・旧跡・観光スポット
- 大津神社
- 朝浦八幡宮
- 白山神社（東町）
- 白山神社（吉田）
- 加茂若宮神社
- 倉野神社
- 津島神社
- 神岡鉱山神社

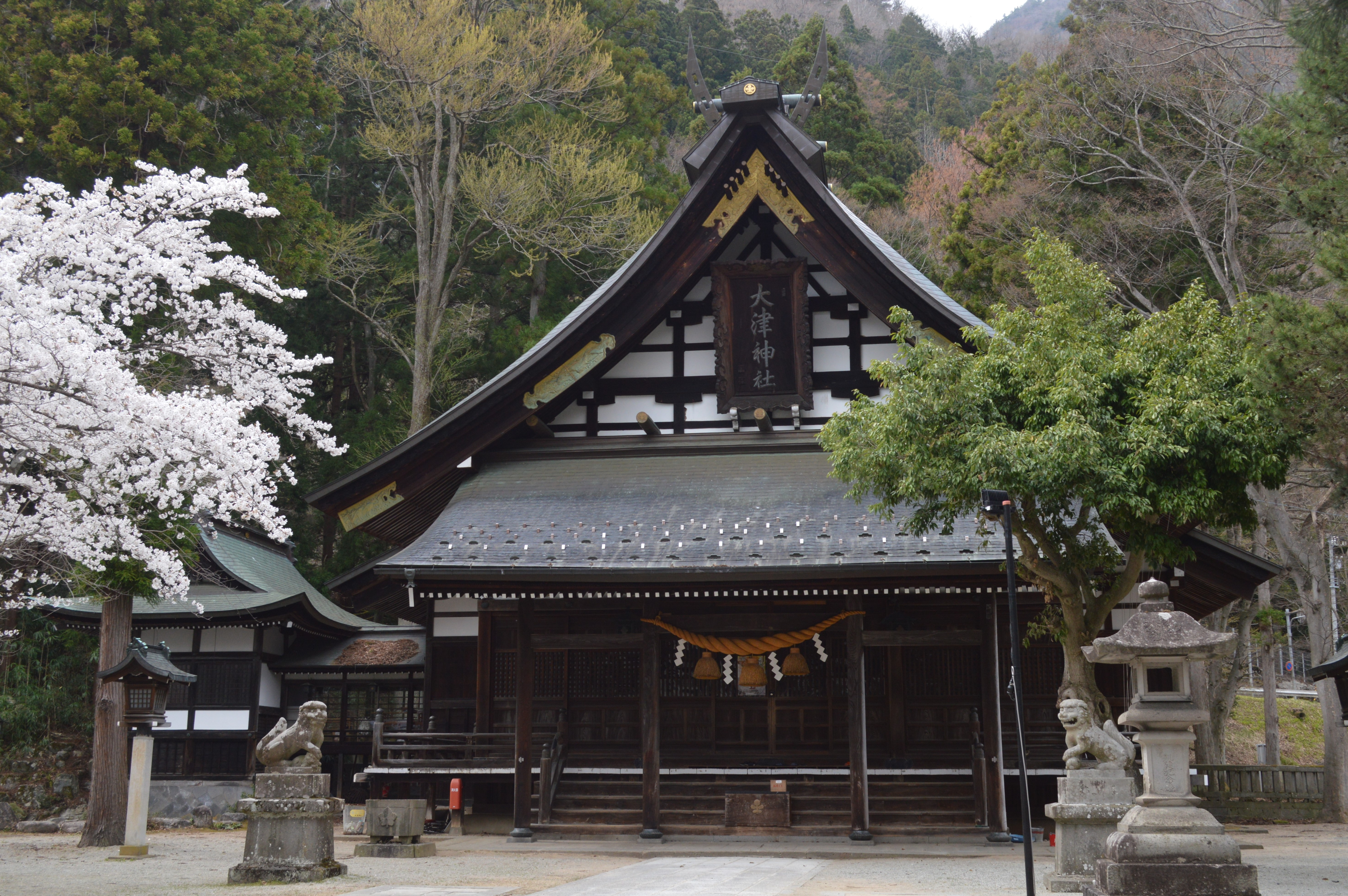
大津神社

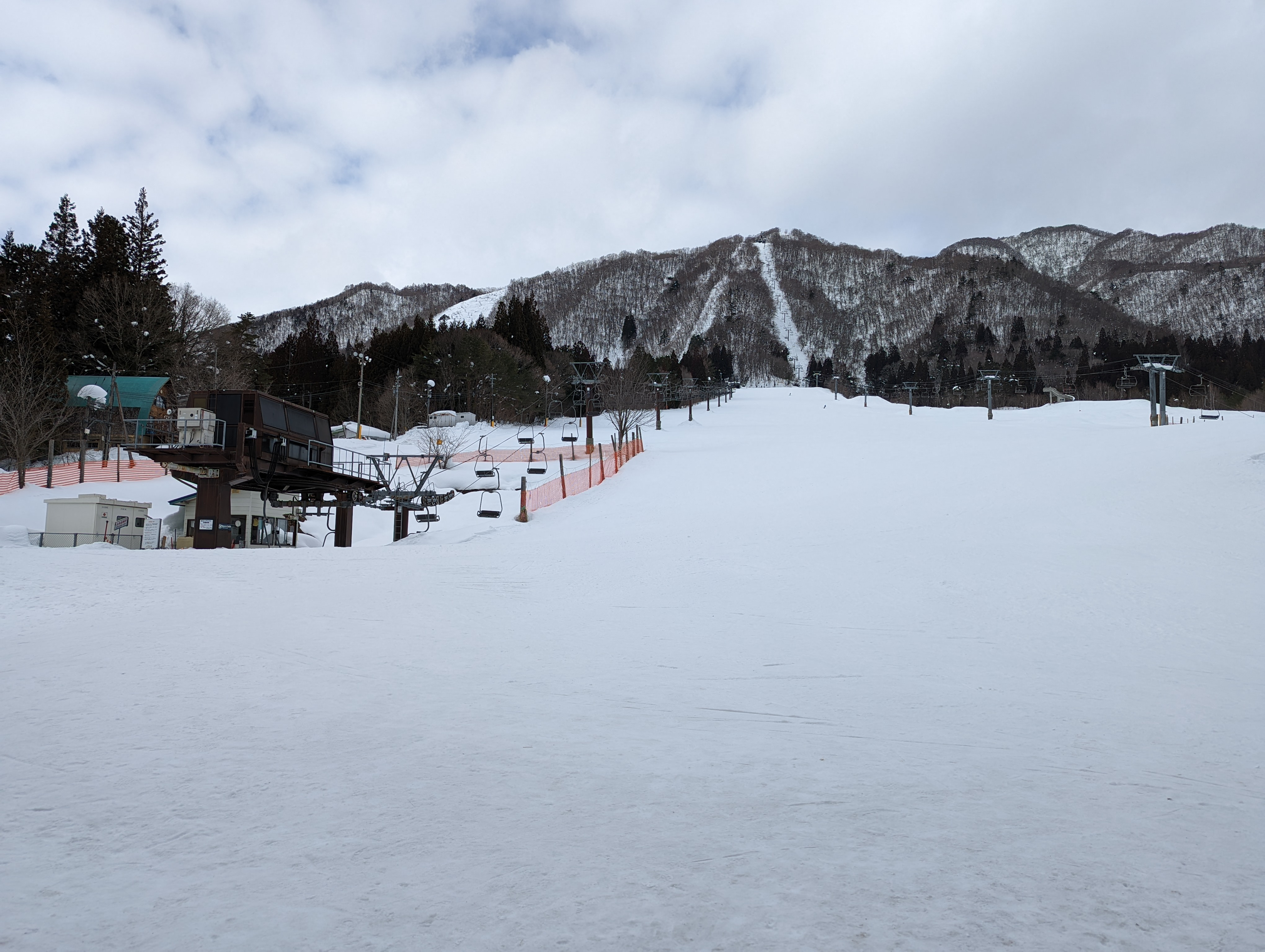
ひだ流葉スキー場

- 小萱薬師堂 - 岐阜県最古の木造建築。国の重要文化財。
- 洞雲寺 - 立達磨。
- 円城寺（船津円城寺） - 飛騨三十三観音霊場16番札所。
- 円城寺（殿円城寺） - 飛騨三十三観音霊場22番札所。
- 金龍寺
- 江馬氏城館跡 - 国の史跡。
- 高原郷土館
  - 神岡城 - 1970年（昭和45年）に模擬天守と模擬城門が竣工。
  - 旧松葉家 - 明治初期の建築。岐阜県指定文化財。
  - 鉱山資料館 - 神岡鉱山の歴史を展示。
- スーパーカミオカンデ
- 飛騨春慶館
- ひだ流葉スキー場（スターシュプール緑風リゾートひだ流葉）
- 割石温泉
- 流葉温泉
- 道の駅宙ドーム・神岡
  - ひだ宇宙科学館 カミオカラボ - 2019年（令和元年）開館の科学館。
- 山之村牧場

## 出身者
- 荒垣秀雄[6] - 新聞記者、コラムニスト。
- 江夏美好 - 著作家[6]。
- 尾留川正平 - 地理学者[7]。筑波大学名誉教授[8]。旧船津町出身[7]。
- 米澤穂信 - 著作家。小学校まで居住[9]。
- 谷澤智文 - シンガーソングライター、歌手。
- 池野文雄 - アニメプロデューサー。
- 岩本啓吾 - クロスカントリースキー選手。2022年北京パラリンピック出場。